# Krist De Bruyn
Krist De Bruyn, officieel Christiaan De Bruyn (Gent, 6 juli 1961 - Koksijde, 7 april 2006) was een Belgisch chef-kok en uitbater van sterrenrestaurant 'Bistro Novo' in Roeselare.

## Biografie
Krist De Bruyn studeerde in 1981 af aan de Hotelschool ter Duinen in Koksijde. Hij werkte bij verschillende chef-koks van toprestaurants, zoals Alain Ducasse (Louis XI in Monaco), Pierre en Michel Troisgros (La Maison Troisgros in Roanne) en Pierre Wynants (Comme Chez Soi). 
In 1989 startte hij een eigen restaurant in Roeselare : Bistro Novo. Hij werkte er samen met zijn echtgenote Tine De Wandel. Hij serveerde een klassieke en verfijnde keuken. De keuken was thuis te brengen in de betere bistro. Dit viel in de smaak, ook bij de kenners. In 2003 werden zijn inspanningen door Michelin beloond met een Michelinster. In 2005 riep een andere restaurantgids, GaultMillau, hem uit tot ‘beste kok van het jaar’. Hij bracht toen ook een eigen kookboek uit, ‘Koken met Krist De Bruyn’. Hij stond weigerachtig tegenover de moderne fusion- en moleculaire keuken. ‘Terug naar de basis’ met eenvoudige en pure keuken was zijn centrale motto.
Op 7 april 2006 overleed De Bruyn plots aan een hartaderbreuk. Het restaurant werd nog enkele jaren door zijn weduwe verdergezet onder de naam ‘Bistro novo. Back to basic’. Ze stond zelf een tijdlang zelf in de keuken en werkte verder met de principes van De Bruyn. De Wandel kon de Michelinster van het restaurant behouden tot ze in 2011 het restaurant verkocht.